# ستيفان إيمانا
ستيفان إيمانا (بالفرنسية: Stephane Emaná)‏ هو لاعب كرة قدم كاميروني في مركز الهجوم، ولد في 17 يونيو 1994 في ياوندي في الكاميرون. لعب مع أتلتيكو مدريد ب وخيمناستيك طركونة وفالنسيا ميستايا ونادي إيركوليس ونادي خيريث ونادي ديبورتيفو إيبرو.

## وصلات خارجية
- ستيفان إيمانا على موقع قاعدة بيانات كرة القدم.إي يو (الإنجليزية)
- ستيفان إيمانا على موقع Soccerway.com (الإنجليزية)